# カマルグ

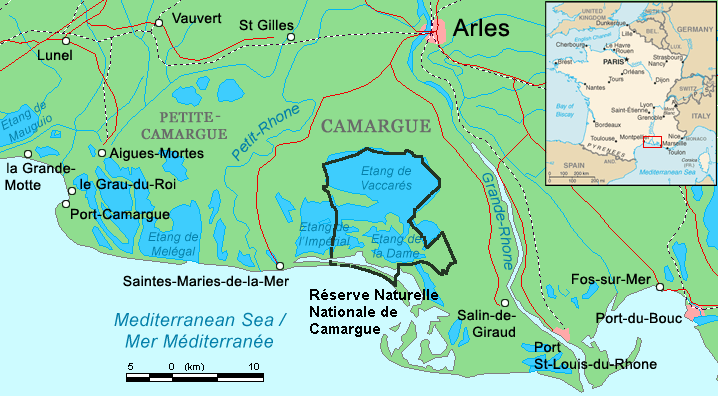
カマルグの位置

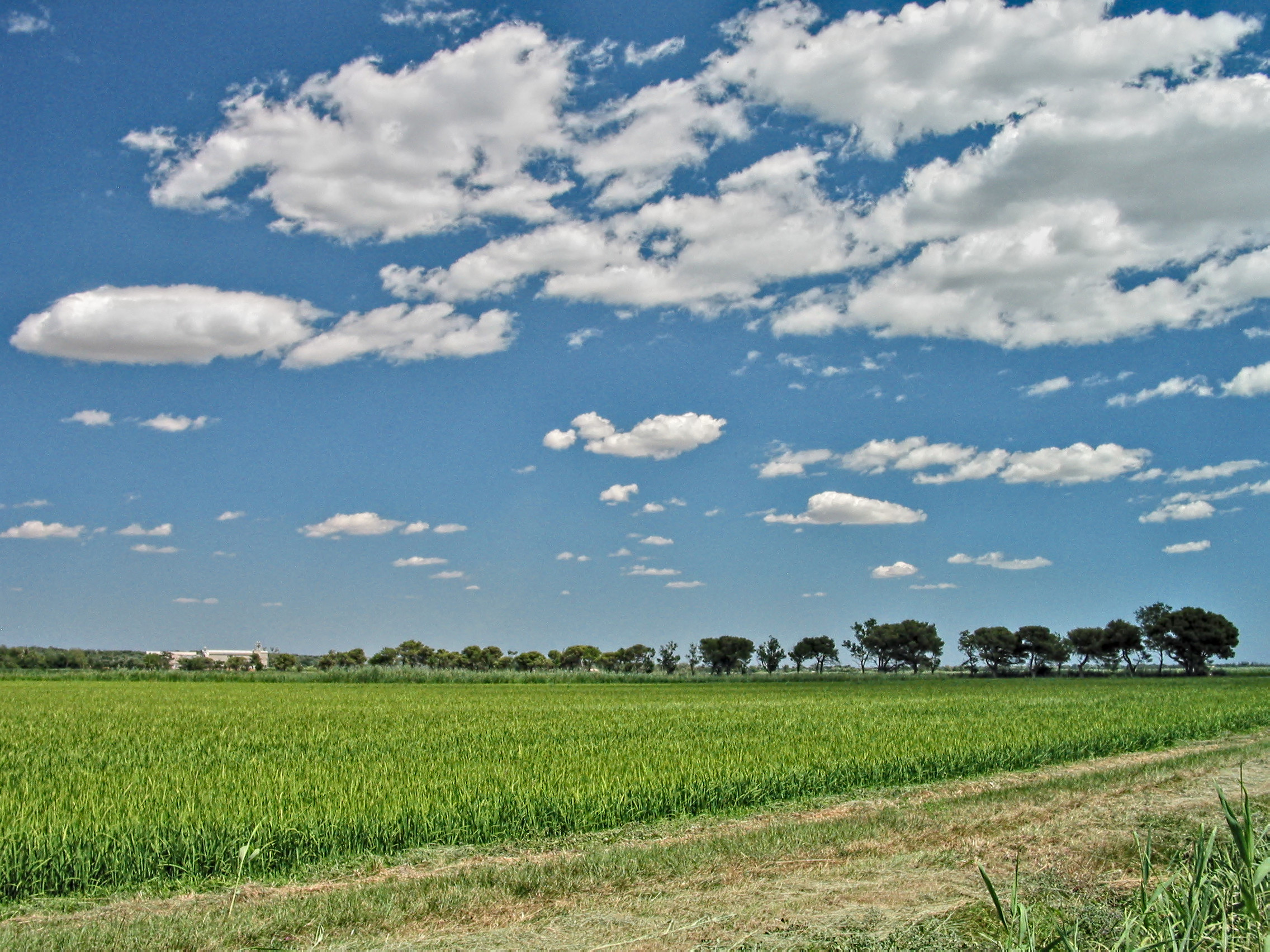
稲作地帯

カマルグ（Camargue）は、アルルで二又に分岐したローヌ川（グラン・ローヌ、プティ・ローヌ）と地中海に囲まれたフランス南部の三角州地帯。植生上は、東はクロー平野、西はエーグ＝モルト、北はボーケールまで拡延して考えることが出来る。カマルグの中心はヴァカレス湖（l'Etang du Vaccarès）であり、海沿いの一帯は複数の塩湖で区切られている。カマルグの一部は、フランスでは珍しい稲作地帯である（ただしその規模は縮小傾向にある）。

## 行政区分
カマルグは行政上は主としてアルル市に含まれており（それゆえアルル市はフランスの市町村で最大の面積となっている）、残りは主にサント＝マリー＝ド＝ラ＝メール市に含まれている。

## 地域的な特色
北部の農村地域と南部の湿地帯とに大別できる。とりわけ、南部の湿地帯は、アッケシソウ属の塩生植物やセイヨウシロヤナギとギンドロの拠水林で形成された珍しい生態系が存在しており、フラミンゴ、サギ科、カモ科、カモメ科などの356種の鳥類の飛来地としても有名である。また、地中海沿岸とフランスに残っている唯一のヨーロッパヌマガメの大きな個体群も生息している。ラ・トゥール・ドゥ・ヴァラ（la Tour du Valat）には、リュック・ホフマン（Luc Hoffmann）が創始した〈地中海地域湿地保全研究センター〉という湿原研究所がある。
また、牛や馬の放牧も行われており、半野生化した「カマルグの白い馬」の美しさは名高い。アルベール・ラモリス監督の『白い馬』（1953）という白黒短編映画（カンヌ国際映画祭グランプリ受賞）の舞台ともなった。今日フランス国内の多くの場所では家畜の放牧はほとんど見られなくなっており、そのためにジャン・アンリ・ファーブルが研究したことで有名なタマオシコガネの大型種はカマルグなど限られた地域でしか見られなくなっている。

### 特産物
カマルグはフランス有数の稲作が盛んな地域であり、その生産量はフランス全体の98％を占める。
また、土壌に塩分を多く含むことから製塩が盛んで、その天日塩はペルル・ド・セル（塩の真珠）と呼ばれている。

## 保護

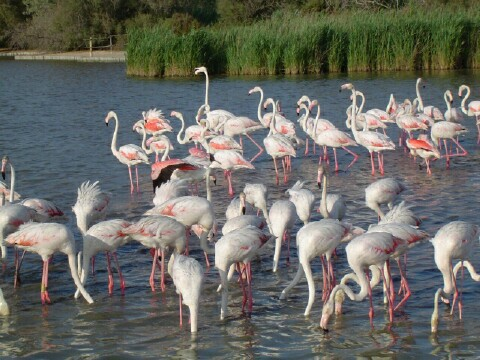
フラミンゴ

カマルグの特殊な動物相・植物相の保護のため、1927年には13,117ヘクタール分が国立自然保護地域（réserve naturelle nationale）に、1970年に300ヘクタール分が地方自然公園（parc naturel régional）にそれぞれ指定された。1986年12月に85,000 ha、1997年に西側のプティト・カマルグの37,000 haがそれぞれラムサール条約登録地となった。また、1977年にUNESCOの「カマルグ生物圏保護区」に指定された。

## カマルグに関連がある都市
以下は地方自治体としての市町村ではなく、その中心的な都市部を指す。

### カマルグの玄関口に当たる都市
- アルル
- ボーケール
- タラスコン
- ニーム
- フルク（フランス語版）（Fourques）
- ベルガルド（フランス語版）（Bellegarde）
- エマルグ（フランス語版）（Aimargues）
- ガラルグ＝ル＝モンチュー（フランス語版）（Gallargue le Montueux）

### カマルグにある都市
- トランクタイユ（Tranquetaille、アルル市の一地区）
- サント＝マリー＝ド＝ラ＝メール
- サラン＝ド＝ジロー（フランス語版）
- ポール＝サン＝ルイ＝デュ＝ローヌ（フランス語版）

## プティト・カマルグ
現在の三角州の西側に当たる。かつてのローヌ川の支流のひとつ（現在は消失）によって形成されていた。

### プティト・カマルグの都市
- エーグ＝モルト
- ル・グロ＝デュ＝ロワ（ポール・カマルグ港を擁する）
- サン＝ジル
- ガリシアン（フランス語版）（Gallician）
- ル・カイヤール（フランス語版）（Le Cailar）
- ヴォヴェール（フランス語版）（Vauvert）

## 文化

### 料理
ガルディアン・ド・トロ
カウボーイの意。中央にカマルグ米が高く盛られ、その周りを囲むように牛肉（特にスジ肉）の煮込みがソースと共に盛り付けられる。カマルグ地方の名物料理。